# Xylomoia staticis
Xylomoia staticis là một loài bướm đêm trong họ Noctuidae.